# Batalla de Rímini
La batalla de Rímini se libró en el año 432, cerca de la ciudad italiana de Rímini, entre los dos hombres fuertes del Imperio romano de Occidente: el recién depuesto Magister Utriusque Militiae Flavio Aecio y el recién nombrado Magister Utriusque Militiae Bonifacio.

## Desarrollo
En el año 430, Aecio había ordenado la ejecución del Magister Utriusque Militiae Flavio Constancio Félix por el ejército, ya que supuestamente conspiraba contra Aecio.
Según Jeroen Wijnendaele, Aecio fue inducido a enfrentarse a Bonifacio al ser nombrado este cónsul en el año 432 por la madre emperatriz Gala Placidia en su lugar, y a pesar de su derrota contra los vándalos de Genserico. Aecio y Bonifacio abandonaron entonces la corte de Rávena, reunieron a sus bucellarii y se enfrentaron a cinco millas romanas de Rímini. Aecio había traído a sus propias tropas desde el oeste, donde tenía la intención de enfrentarse a los suevos, mientras que Bonifacio había traído parte de sus tropas desde África, probablemente compuestas por sus bucellarii personales y tropas locales italianas.
Al parecer, Aecio tenía una lanza más larga y la utilizó para herir a Bonifacio en combate personal durante la batalla. Aunque Bonifacio obtuvo la victoria, resultó mortalmente herido en la batalla y murió varios meses después. Fue sucedido por su yerno, Sebastián, quien intentó asesinar al retirado Aecio. Aecio huyó buscando refugio en los hunos y regresó posiblemente con un gran ejército de hunos. Sebastián, quien era impopular entre el ejército y la corte, fue exiliado, y Aecio rápidamente se convirtió en el administrador de facto del Imperio Romano de Occidente.
Bonifacio, aunque victorioso, fue herido mortalmente durante la batalla, y murió varios meses más adelante, dejando a Aecio como gobernante de facto del imperio occidental.